# Mohammed Emdadul Haque Milon
Mohammed Emdadul Haque Milon (bengalisch মোহাম্মদ এমদাদুল হক মিলন; geboren am 25. Februar 1993 in Dhaka) ist ein ehemaliger bangladeschischer Bogenschütze.

## Sport
Mohammed Milon nahm an den Olympischen Jugend-Sommerspielen 2010 in Singapur und den Olympischen Spielen 2012 in London teil.